# Culture Beat
Culture Beat je německý eurodance projekt založený v roce 1989 Torstenem Fenslauem. Nejúspěšnější píseň této skupiny byl singl „Mr. Vain“ z roku 1993, což byl #1 hit ve většině evropských států. Prodali víc než 10 miliónů výlisků.

## Členové kapely
- Lana Earl – vokály (1989–1993)
- Torsten Fenslau – klávesy, programming (1989–1993)
- Juergen Katzmann – kytary, klávesy & programming (1989–1995)
- Jay Supreme – vokály (1989–1998)
- Jens Zimmermann – klávesy & programming (1989–1995)
- Peter Zweier – klávesy & programming (1989–)
- Tania Evans – vokály (1993–1997)
- Frank Fenslau – klávesy & programming (1994–)
- Kim Sanders – vokály (1998–1999)
- Jacky Sangster – vokály (2001–)

## Diskografie

### Alba
| 1991 | Horizon              | –  | –  | – |
| 1993 | Serenity             | 13 | 8  | 4 |
| 1995 | Inside Out           | –  | 22 | – |
| 1998 | Metamorphosis        | –  | 12 | – |
| 2003 | Best of Culture Beat | –  | –  | – |